# Coppa di Cina 2023
La Coppa di Cina 2023, denominata Yanjing Beer 2023 Chinese FA Cup per ragioni di sponsorizzazione, è la 25ª edizione della coppa nazionale cinese, inizierà il 17 maggio 2023 per poi concludersi il successivo 25 novembre.
Lo Shandong Taishan è il campione in carica.

## Formula
Il torneo si svolgerà con turni ad eliminazione diretta in gara unica. Nel primo turno si affronteranno le formazioni militanti nella League Two e nella CMCL. Dal secondo turno, si aggiungeranno le formazioni provenienti dalla League One e infine dal terzo turno le squadre della Super League.

### Struttura del torneo
|                              | Squadre che entrano in questo turno                         | Squadre qualificate dal turno precedente     |
| ---------------------------- | ----------------------------------------------------------- | -------------------------------------------- |
| Primo turno (32 squadre)     | - 16 squadre di League Two - 16 squadre di Champions League |                                              |
| Secondo turno (32 squadre)   | - 16 squadre di League One                                  | - 16 vincenti del primo turno eliminatorio   |
| Terzo turno (32 squadre)     | - 16 squadre di Super League                                | - 16 vincenti del secondo turno eliminatorio |
| Quarto turno (16 squadre)    |                                                             | - 16 vincenti del terzo turno eliminatorio   |
| Quarti di finale (8 squadre) |                                                             | - 8 vincenti del terzo turno eliminatorio    |
| Semifinali (4 squadre)       |                                                             | - 4 vincenti dei quarti di finale            |
| Finale (2 squadre)           |                                                             | - 2 vincenti delle semifinali                |

## Calendario
Il calendario è stato ufficializzato dalla Federazione calcistica della Cina il 7 aprile 2023, mentre il sorteggio si è svolto il 5 maggio presso la sede della CFA a Taiwan.
| Fase              | Turno            | Sorteggi      | Date                         |
| ----------------- | ---------------- | ------------- | ---------------------------- |
| Turni eliminatori | 1º turno         | 5 maggio 2023 | 17-18 maggio 2023            |
| Turni eliminatori | 2º turno         | 5 maggio 2023 | 30-31 maggio 2023            |
| Turni eliminatori | 3º turno         | 5 maggio 2023 | 23-25 giugno 2023            |
| Turni eliminatori | 4º turno         | 5 maggio 2023 | 25-26 luglio 2023            |
| Fase finale       | Quarti di finale | 5 maggio 2023 | 30-31 agosto 2023            |
| Fase finale       | Semifinali       | 5 maggio 2023 | 26 settembre-7 novembre 2023 |
| Fase finale       | Finale           | 5 maggio 2023 | 25 novembre 2023             |

## Partite

### Turni eliminatori

#### Primo turno
| Squadra 1                  | Risultato       | Squadra 2                  |
| -------------------------- | --------------- | -------------------------- |
| 17 maggio 2023             |                 |                            |
| Wuhan Xiaoma               | 0 - 3           | Guangxi Lanhang            |
| Shanghai Blue Falcon       | 1 - 1 (3-5 dtr) | Quanzhou Yassin            |
| Guangxi Junling Feisu      | 0 - 5           | Hubei Istar                |
| Qingdao May Wind           | 0 - 1           | Yunnan Yukun               |
| 18 maggio 2023             |                 |                            |
| Yiwu Jinxiu                | 0 - 0 (1-4 dtr) | Zibo Qisheng               |
| Fuzhou Changle Jingangtui  | 0 - 1           | Beijing Ligong             |
| Ili Jiucheng               | 1 - 2           | Shaoxing Shangyu Pterosaur |
| Rizhao Yuqi                | 1 - 6           | Chongqing Tonglianglong    |
| 19 maggio 2023             |                 |                            |
| Shanxi Longchengren        | 0 - 1           | Qingdao Red Lions          |
| Tianjin Jinchengren        | 0 - 1           | Dalian Zhixing             |
| Xi'an Chongde Ronghai      | 1 - 1 (1-4 dtr) | Hainan Star                |
| 20 maggio 2023             |                 |                            |
| Changzhou Lanyi            | 1 - 2           | Wuhan Jiangcheng           |
| Inner Mongolia Caoshangfei | 0 - 4           | Hunan Xiangtao             |
| Qujing Yibu                | 0 - 1           | Jiangxi Dark Horse Junior  |
| Shanghai Shenshui          | 0 - 1           | Nantong Haimen Codion      |
| Ningxia Fangzhong          | 0 - 2           | Tai'an Tiankuang           |

#### Secondo turno
| Squadra 1                 | Risultato       | Squadra 2                  |
| ------------------------- | --------------- | -------------------------- |
| 30 maggio 2023            |                 |                            |
| Quanzhou Yassin           | 1 - 2           | Yanbian Longding           |
| Jiangxi Dark Horse Junior | 1 - 3           | Qingdao Qingchundao        |
| Zibo Qisheng              | 1 - 1 (5-4 dtr) | Jinan Xingzhou             |
| Dalian Zhixing            | 1 - 1 (5-6 dtr) | Dongguan United            |
| Dingnan Ganlian           | 3 - 0           | Shaoxing Shangyu Pterosaur |
| Yunnan Yukun              | 2 - 0           | Guangxi Pingguo Haliao     |
| 31 maggio 2023            |                 |                            |
| Beijing Ligong            | 0 - 1           | Nanjing Chengshi           |
| Wuhan Jiangcheng          | 0 - 0 (4-5 dtr) | Guangzhou                  |
| Guangxi Lanhang           | 0 - 2           | Wuxi Wugou                 |
| Hunan Xiangtao            | 1 - 0           | Shanghai J.B.              |
| Qingdao Red Lions         | 1 - 1 (2-4 dtr) | Suzhou Dongwu              |
| Hainan Star               | 1 - 2           | Jiangxi Lushan             |
| Nantong Haimen Codion     | 2 - 0           | Shenyang Urban             |
| Tai'an Tiankuang          | 3 - 3 (4-5 dtr) | Shenzhen Xin Pengcheng     |
| Hubei Istar               | 1 - 4           | Dandong Tenguye            |
| Chongqing Tonglianglong   | 3 - 0           | Shijiazhuang Gongfu        |

#### Terzo turno
| Squadra 1               | Risultato       | Squadra 2         |
| ----------------------- | --------------- | ----------------- |
| 22 giugno 2023          |                 |                   |
| Yanbian Longding        | 0 - 2           | Dalian Pro        |
| Hunan Xiangtao          | 0 - 1           | Henan             |
| Suzhou Dongwu           | 1 - 1 (2-4 dtr) | Meizhou Kejia     |
| Nanjing Chengshi        | 3 - 4           | Changchun Yatai   |
| Shenzhen Xin Pengcheng  | 1 - 4           | Zhejiang Zhiye    |
| 23 giugno 2023          |                 |                   |
| Qingdao Qingchundao     | 2 - 1           | Cangzhou Xiongshi |
| Zibo Qisheng            | 0 - 1           | Beijing Guoan     |
| Jiangxi Lushan          | 1 - 5           | Wuhan San Zhen    |
| Dandong Tenguye         | 1 - 1 (2-4 dtr) | Qingdao Hainiu    |
| Chongqing Tonglianglong | 0 - 0 (4-2 dtr) | Chengdu Rongcheng |
| Yunnan Yukun            | 1 - 2           | Shanghai Shenhua  |
| 24 giugno 2023          |                 |                   |
| Guangzhou               | 1 - 3           | Shanghai Haigang  |
| Wuxi Wugou              | 0 - 2           | Tianjin Jinmen Hu |
| Dongguan United         | 1 - 6           | Shandong Taishan  |
| Dingnan Ganlian         | 0 - 3           | Nantong Zhiyun    |
| 25 giugno 2023          |                 |                   |
| Nantong Haimen Codion   | 1 - 1 (5-4 dtr) | Shenzhen          |

#### Quarto turno
| Squadra 1               | Risultato       | Squadra 2             |
| ----------------------- | --------------- | --------------------- |
| 25 luglio 2023          |                 |                       |
| Tianjin Jinmen Hu       | 0 - 0 (5-3 dtr) | Shanghai Haigang      |
| Dalian Pro              | 1 - 1 (5-3 dtr) | Henan                 |
| Qingdao Hainiu          | 1 - 0           | Changchun Yatai       |
| Chongqing Tonglianglong | 3 - 0           | Nantong Haimen Codion |
| Shanghai Shenhua        | 5 - 1           | Zhejiang Zhiye        |
| 26 luglio 2023          |                 |                       |
| Qingdao Qingchundao     | 1 - 4           | Beijing Guoan         |
| Meizhou Kejia           | 0 - 6           | Shandong Taishan      |
| Nantong Zhiyun          | 2 - 0           | Wuhan San Zhen        |

### Fase finale

#### Quarti di finale
| Squadra 1               | Risultato       | Squadra 2         |
| ----------------------- | --------------- | ----------------- |
| 30 agosto 2023          |                 |                   |
| Dalian Pro              | 2 - 0           | Tianjin Jinmen Hu |
| Chongqing Tonglianglong | 0 - 2           | Shanghai Shenhua  |
| 31 agosto 2023          |                 |                   |
| Beijing Guoan           | 1 - 1 (4-5 dtr) | Shandong Taishan  |
| Nantong Zhiyun          | 0 - 3           | Qingdao Hainiu    |

#### Semifinali
| Squadra 1         | Risultato | Squadra 2        |
| ----------------- | --------- | ---------------- |
| 26 settembre 2023 |           |                  |
| Dalian Pro        | 0 - 2     | Shandong Taishan |
| 7 novembre 2023   |           |                  |
| Qingdao Hainiu    | 0 - 1     | Shanghai Shenhua |

#### Finale
| Arbitro: | Memetjan Ahmat |

|                |           |  |
| Yu Hanchao 36’ | Marcatori |  |

| Shanghai Shenhua | Shandong |

|                 |    |                     |          |     |
|                 |    |                     |          |     |
| P               | 30 | Bao Yaxiong         |          |     |
| D               | 32 | Aidi Fulangxisi     | 85’      |     |
| D               | 5  | Zhu Chenjie         |          |     |
| D               | 4  | Jiang Shenglong     |          |     |
| D               | 16 | Yang Zexiang        |          |     |
| C               | 7  | Xu Haoyang          |          | 74’ |
| C               | 6  | Ibrahim Amadou      | 80’      |     |
| C               | 15 | Wu Xi               |          |     |
| A               | 17 | Christian Bassogog  |          |     |
| A               | 11 | Cephas Malele       |          |     |
| A               | 20 | Yu Hanchao          |          | 87’ |
| A disposizione: |    |                     |          |     |
| P               | 1  | Ma Zhen             |          |     |
| D               | 2  | Macario Hing-Glover | 88’, 89’ | 74’ |
| D               | 3  | Jin Shunkai         |          |     |
| D               | 22 | Jin Yangyang        |          |     |
| D               | 24 | Xu Yougang          |          |     |
| D               | 38 | Wen Jiabao          |          |     |
| C               | 9  | Dai Wai Tsun        |          | 87’ |
| C               | 10 | Joao Teixeira       |          |     |
| C               | 28 | Cao Yunding         |          |     |
| C               | 33 | Wang Haijian        |          |     |
| A               | 18 | Zhang Wei           |          |     |
| A               | 36 | Fei Ernanduo        |          |     |
| Allenatore:     |    |                     |          |     |
| Wu Jingui       |    |                     |          |     |

|                 |    |                    |     |     |
|                 |    |                    |     |     |
| P               | 14 | Wang Dalei         |     |     |
| D               | 16 | Li Hailong         |     |     |
| D               | 27 | Shi Ke             |     |     |
| D               | 5  | Zheng Zheng        |     |     |
| D               | 11 | Liu Yang           |     |     |
| C               | 38 | Xie Wenneng        | 59’ | 76’ |
| C               | 20 | Liao Lisheng       |     | 67’ |
| C               | 22 | Li Yuanyi          |     | 91’ |
| C               | 29 | Chen Pu            |     | 67’ |
| A               | 25 | Marouane Fellaini  | 86’ |     |
| A               | 9  | Crysan             |     |     |
| A disposizione: |    |                    |     |     |
| P               | 18 | Han Rongze         |     |     |
| P               | 26 | Liu Shibo          |     |     |
| D               | 13 | Zhang Chi          |     | 76’ |
| D               | 31 | Zhao Jianfei       |     | 91’ |
| D               | 35 | Huang Zhengyu      |     |     |
| D               | 39 | Song Long          |     |     |
| C               | 19 | Sun Guowen         |     |     |
| C               | 21 | Liu Binbin         |     | 67’ |
| C               | 30 | Abdurasul Abudulam |     |     |
| C               | 37 | Ji Xiang           |     |     |
| A               | 8  | Matheus Pato       |     |     |
| A               | 24 | Hu Jinghang        |     | 67’ |
| Allenatore:     |    |                    |     |     |
| Choi Kang-Hee   |    |                    |     |     |

| Assistenti arbitrali: Cao Yi Shi Xiang Quarto ufficiale: Wang Zhe VAR: Shi Zhenlu Assistente al VAR: Zhang Lei | Regole dell'incontro: - due tempi regolamentari da 45 minuti ciascuno; - due tempi supplementari da 15 minuti ciascuno in caso di parità; - tiri di rigore in caso di ulteriore parità; inizialmente cinque per squadra, e a oltranza fino a spareggio in caso di ulteriore parità; - numero massimo di 23 giocatori per squadra a referto (11 in campo e 12 come potenziali sostituti); - cinque sostituzioni permesse nei tempi regolamentari; una sesta permessa nei tempi supplementari. |

## Tabellone
|  | Sedicesimi di finale   | Sedicesimi di finale   | Sedicesimi di finale |  |  | Ottavi di finale      | Ottavi di finale      | Ottavi di finale  |                   |       | Quarti di finale    | Quarti di finale    | Quarti di finale |                  |   | Semifinali | Semifinali | Semifinali       |                  |   | Finale | Finale | Finale |  |
|  |                        |                        |                      |  |  |                       |                       |                   |                   |       |                     |                     |                  |                  |   |            |            |                  |                  |   |        |        |        |  |
|  | Dingnan Ganlian        | Dingnan Ganlian        | 0                    |  |  |                       |                       |                   |                   |       |                     |                     |                  |                  |   |            |            |                  |                  |   |        |        |        |  |
|  | Nantong Zhiyun         | Nantong Zhiyun         | 3                    |  |  | Nantong Zhiyun        | Nantong Zhiyun        | 2                 |                   |       |                     |                     |                  |                  |   |            |            |                  |                  |   |        |        |        |  |
|  | Jiangxi Lushan         | Jiangxi Lushan         | 1                    |  |  | Wuhan San Zhen        | Wuhan San Zhen        | 0                 |                   |       |                     |                     |                  |                  |   |            |            |                  |                  |   |        |        |        |  |
|  | Wuhan San Zhen         | Wuhan San Zhen         | 5                    |  |  |                       |                       |                   |                   |       | Nantong Zhiyun      | Nantong Zhiyun      | 0                |                  |   |            |            |                  |                  |   |        |        |        |  |
|  | Dandong Tenguye        | Dandong Tenguye        | 1 (2)                |  |  |                       |                       | Qingdao Hainiu    | Qingdao Hainiu    | 3     |                     |                     |                  |                  |   |            |            |                  |                  |   |        |        |        |  |
|  | Qingdao Hainiu         | Qingdao Hainiu         | 1 (4)                |  |  | Qingdao Hainiu        | Qingdao Hainiu        | 1                 |                   |       |                     |                     |                  |                  |   |            |            |                  |                  |   |        |        |        |  |
|  | Nanjing Chengshi       | Nanjing Chengshi       | 3                    |  |  | Changchun Yatai       | Changchun Yatai       | 0                 |                   |       |                     |                     |                  |                  |   |            |            |                  |                  |   |        |        |        |  |
|  | Changchun Yatai        | Changchun Yatai        | 4                    |  |  |                       |                       |                   |                   |       | Qingdao Hainiu      | Qingdao Hainiu      | 0                |                  |   |            |            |                  |                  |   |        |        |        |  |
|  | Chongqing Tongliang    | Chongqing Tongliang    | 0 (4)                |  |  |                       |                       |                   |                   |       |                     |                     | Shanghai Shenhua | Shanghai Shenhua | 1 |            |            |                  |                  |   |        |        |        |  |
|  | Chengdu Rongcheng      | Chengdu Rongcheng      | 0 (2)                |  |  | Chongqing Tongliang   | Chongqing Tongliang   | 3                 |                   |       |                     |                     |                  |                  |   |            |            |                  |                  |   |        |        |        |  |
|  | Nantong Haimen Codion  | Nantong Haimen Codion  | 1 (5)                |  |  | Nantong Haimen Codion | Nantong Haimen Codion | 0                 |                   |       |                     |                     |                  |                  |   |            |            |                  |                  |   |        |        |        |  |
|  | Shenzhen               | Shenzhen               | 1 (4)                |  |  |                       |                       |                   |                   |       | Chongqing Tongliang | Chongqing Tongliang | 0                |                  |   |            |            |                  |                  |   |        |        |        |  |
|  | Yunnan Yukun           | Yunnan Yukun           | 1                    |  |  |                       |                       | Shanghai Shenhua  | Shanghai Shenhua  | 2     |                     |                     |                  |                  |   |            |            |                  |                  |   |        |        |        |  |
|  | Shanghai Shenhua       | Shanghai Shenhua       | 2                    |  |  | Shanghai Shenhua      | Shanghai Shenhua      | 5                 |                   |       |                     |                     |                  |                  |   |            |            |                  |                  |   |        |        |        |  |
|  | Shenzhen Xin Pengcheng | Shenzhen Xin Pengcheng | 1                    |  |  | Zhejiang Zhiye        | Zhejiang Zhiye        | 1                 |                   |       |                     |                     |                  |                  |   |            |            |                  |                  |   |        |        |        |  |
|  | Zhejiang Zhiye         | Zhejiang Zhiye         | 4                    |  |  |                       |                       |                   |                   |       | Shanghai Shenhua    | Shanghai Shenhua    | 1                |                  |   |            |            |                  |                  |   |        |        |        |  |
|  | Yanbian Longding       | Yanbian Longding       | 0                    |  |  |                       |                       |                   |                   |       |                     |                     |                  |                  |   |            |            | Shandong Taishan | Shandong Taishan | 0 |        |        |        |  |
|  | Dalian Pro             | Dalian Pro             | 2                    |  |  | Dalian Pro            | Dalian Pro            | 1 (5)             |                   |       |                     |                     |                  |                  |   |            |            |                  |                  |   |        |        |        |  |
|  | Hunan Xiangtao         | Hunan Xiangtao         | 0                    |  |  | Henan                 | Henan                 | 1 (3)             |                   |       |                     |                     |                  |                  |   |            |            |                  |                  |   |        |        |        |  |
|  | Henan                  | Henan                  | 1                    |  |  |                       |                       |                   |                   |       | Dalian Pro          | Dalian Pro          | 2                |                  |   |            |            |                  |                  |   |        |        |        |  |
|  | Wuxi Wugo              | Wuxi Wugo              | 0                    |  |  |                       |                       | Tianjin Jinmen Hu | Tianjin Jinmen Hu | 0     |                     |                     |                  |                  |   |            |            |                  |                  |   |        |        |        |  |
|  | Tianjin Jinmen Hu      | Tianjin Jinmen Hu      | 2                    |  |  | Tianjin Jinmen Hu     | Tianjin Jinmen Hu     | 0 (5)             |                   |       |                     |                     |                  |                  |   |            |            |                  |                  |   |        |        |        |  |
|  | Guangzhou              | Guangzhou              | 1                    |  |  | Shanghai Haigang      | Shanghai Haigang      | 0 (3)             |                   |       |                     |                     |                  |                  |   |            |            |                  |                  |   |        |        |        |  |
|  | Shanghai Haigang       | Shanghai Haigang       | 3                    |  |  |                       |                       |                   |                   |       | Dalian Pro          | Dalian Pro          | 0                |                  |   |            |            |                  |                  |   |        |        |        |  |
|  | Qingdao Qingchundao    | Qingdao Qingchundao    | 2                    |  |  |                       |                       |                   |                   |       |                     |                     | Shandong Taishan | Shandong Taishan | 2 |            |            |                  |                  |   |        |        |        |  |
|  | Cangzhou Xiongshi      | Cangzhou Xiongshi      | 1                    |  |  | Qingdao Qingchundao   | Qingdao Qingchundao   | 1                 |                   |       |                     |                     |                  |                  |   |            |            |                  |                  |   |        |        |        |  |
|  | Zibo Qisheng           | Zibo Qisheng           | 0                    |  |  | Beijing Guoan         | Beijing Guoan         | 4                 |                   |       |                     |                     |                  |                  |   |            |            |                  |                  |   |        |        |        |  |
|  | Beijing Guoan          | Beijing Guoan          | 1                    |  |  |                       |                       |                   |                   |       | Beijing Guoan       | Beijing Guoan       | 1 (4)            |                  |   |            |            |                  |                  |   |        |        |        |  |
|  | Suzhou Dongwu          | Suzhou Dongwu          | 1 (2)                |  |  |                       |                       | Shandong Taishan  | Shandong Taishan  | 1 (5) |                     |                     |                  |                  |   |            |            |                  |                  |   |        |        |        |  |
|  | Meizhou Kejia          | Meizhou Kejia          | 1 (4)                |  |  | Meizhou Kejia         | Meizhou Kejia         | 0                 |                   |       |                     |                     |                  |                  |   |            |            |                  |                  |   |        |        |        |  |
|  | Dongguan United        | Dongguan United        | 1                    |  |  | Shandong Taishan      | Shandong Taishan      | 6                 |                   |       |                     |                     |                  |                  |   |            |            |                  |                  |   |        |        |        |  |
|  | Shandong Taishan       | Shandong Taishan       | 6                    |  |  |                       |                       |                   |                   |       |                     |                     |                  |                  |   |            |            |                  |                  |   |        |        |        |  |